# Établissement thermal du Teich
Ne doit pas être confondu avec Le Teich.
L'établissement thermal du Teich est un bâtiment dédié aux thermes localisé à Ax-les-Thermes, dans le département de l'Ariège, et répertorié par la Région Occitanie pour son intérêt patrimonial.

## Situation
La station thermale est à la limite entre les Pyrénées centrales et les Pyrénées-Orientales.
L'établissement du Teich est en rive gauche de l’Oriège, à environ 200 m de sa confluence avec l'Ariège - cette dernière étant un affluent de la Garonne.
Une passerelle sur l'Oriège permet d'y accéder depuis l'avenue Albert Durandeau.

## Étymologie
Le nom de Teich s'applique originellement au quartier dans lequel il se trouve.
H. Teisseire indique que teix signifie « if » en catalan - une espèce d'arbre courant sur ce versant de montagne. D. Pedoussat suggère quant à lui la fixation des mots occitans taich « blaireau » ou teich « tisserand ».
Signalons aussi que Ax devient Ax-les-Thermes seulement en 1888.

## Histoire
Le Teich est le deuxième plus ancien lieu de cures de la station thermale, après le Couloubret déjà en usage à l'époque gallo-romaine.

### Moyen-Âge
Le thermalisme à Ax remonte de façon attestée au XIVe siècle, bien que les documents de l'époque encore disponibles soient assez peu clairs sur la façon de prendre les eaux. Un hôpital s'y trouve, que la tradition dit fondé pour les croisés lépreux par Roger IV, comte de Foix à la suite de la demande de saint Louis - cette fondation n'étant toutefois confirmée par aucun document. Le seul vestige en est le bassin des Ladres devant l’hôpital, datant au plus tard de la seconde moitié du XIIIe siècle et qui pourrait être le balnea magis cité dans les registres d’Inquisition du début du XIVe siècle(balnea de Ax. Annette Pales-Gobilliard, (éd.). L’inquisiteur Geoffroy d'Ablis et les cathares du comté de Foix (1308-1309). Paris, CNRS, 1984. p. 208).
Les eaux, très chaudes, sont avant tout utilisées pour les besoins domestiques : y cuire la nourriture et s'en servir pour laver la vaisselle sont des usages courants.

### Époque moderne

#### XVIIIesiècle
Déjà, en 1754, un médecin envoyé par le roi vient y examiner les eaux, avant même Luchon. Le développement thermal de la commune commence pourtant à se montrer dès la fin du XVIIIe siècle, mais reste très limité. Hagimont (2018) en donne trois raisons principales : le régime de propriété des eaux, leur localisation dans la commune, et les aménagements. Abraham Sicre, chirurgien de l’Hôtel-Dieu de Paris et membre de l’Académie royale des sciences, inscriptions et belles-lettres de Toulouse, publie en 1758 un mémoire sur les eaux thermales d'Ax ; il propose de répartir les sources en trois groupes : « le Teich » en rive gauche, « le Faubourg » entre l’Oriège et la Lauze, à l’est de la ville) et « le Couloubret » sur la rive du ruisseau du Sorgeat.

#### XIXesiècle
En 1793, les sources sont affermées.
Après être vendus (sans compensation pour la commune) en 1796 pour 9 000 francs à Pierre Astrié, habitant d’Ax, les sources et l'établissement du Couloubret sont achetés par une société composée de Doramond, avocat à Foix ; Authier-Orlu, ancien fermier ; et Boulié, chirurgien à Ax. Jean-Baptiste Boulié, qui a acquis ses parts du Couloubret auprès de Philès, premier médecin inspecteur d'Ax, possède aussi la source du Teich. En 1880, il y ouvre un établissement, ce qui entame un procès qui va durer environ un siècle, augmenté de plusieurs procès successifs pour différents aspects légaux autour des sources. 
Le troisième établissement de l'époque est celui du Breilh, ouvert en 1819 par Jean Simon Sicre au fond de la cour de son hôtel de Sicre. 
Les thermes de cette époque sont en dehors de la ville, toujours enclose dans son enceinte du Moyen Âge. Le Teich est le plus varié des trois : avec plusieurs bâtiments différenciés, il inclut  bains, piscine, latrines (non mentionnées pour les autres établissements), réservoirs, un espace pour aménager de nouvelles baignoires, des terrains et une promenade. Comme le Couloubret, l’établissement du Teich ne comporte qu'un rez-de-chaussée (le pavillon central du Breilh est déjà muni d'un premier étage) divisé en trois parties sur leur largeur :  une galerie sur la façade, des cabines alignées au centre avec chacune une ou deux baignoires, et à l’arrière les réservoirs d’eau alimentant les baignoires. Les murs en pierre sont recouverts d'enduit, des ardoises couvrent les toits à longs pans.
Au XIXe siècle, les Pyrénées sont à la mode mais l'attraction est nettement orientée vers sa partie ouest ; et l'Ariège est quelque peu délaissée. En 1821, Belvèze aîné, géomètre à Pamiers, dresse le plan des établissements thermaux d’Ax. Vers le milieu du siècle, la commune souhaite acheter les établissements thermaux et les moderniser, appuyée en cela par le docteur Alibert, médecin inspecteur d'Ax. Mais les finances manquent et ces projets doivent venir des investisseurs privés.
Les établissements thermaux d'Ax sont cependant modernisés dans les années 1860-1870.
La margelle du bassin des Ladres est restaurée au cours de ce siècle.

#### XXIesiècle
En 1999, le Teich est alimenté par le seul puits d'Orlu (forage n° F7) en rive droite de l'Oriège (sur la rive opposée à l'établissement), le long de l'avenue Albert Durandeau, entre cette avenue et la rivière,.
En 2006, le système d’alimentation et d’évacuation des eaux est mis aux normes.
En 2012, débute une série de travaux d'amélioration des installations existantes, terminée en 2018 pour un coût total de 1,2 M d'euros, financés à 80 % par le département, la région et l'État.
En 2013, le Teich est le principal établissement d'un ensemble de stations thermales incluant « Le Grand Tétras » et « Les Bains du Couloubret ». 
En 2019, Le Teich est toujours le principal établissement de l'ensemble incluant Le Modèle (ce dernier étant intégré à la résidence le Grand Tétras),. En 2017, le Teich et le Modèle ont accueilli 6 364 curistes. 

## Les eaux, les soins
Les eaux de la station d'Ax-les-Thermes sont sulfurées, sodiques, riches en silice, en sodium et en oligo-éléments. Avec des températures entre 72° et 78 °C selon les sources, ce sont les plus chaudes des Pyrénées.
Le rez-de-chaussée et le premier étage de l'établissement sont consacrés à la rhumatologie (séances d'environ 1h30), et le deuxième étage aux soins des voies respiratoires (séances d'environ 30 minutes).

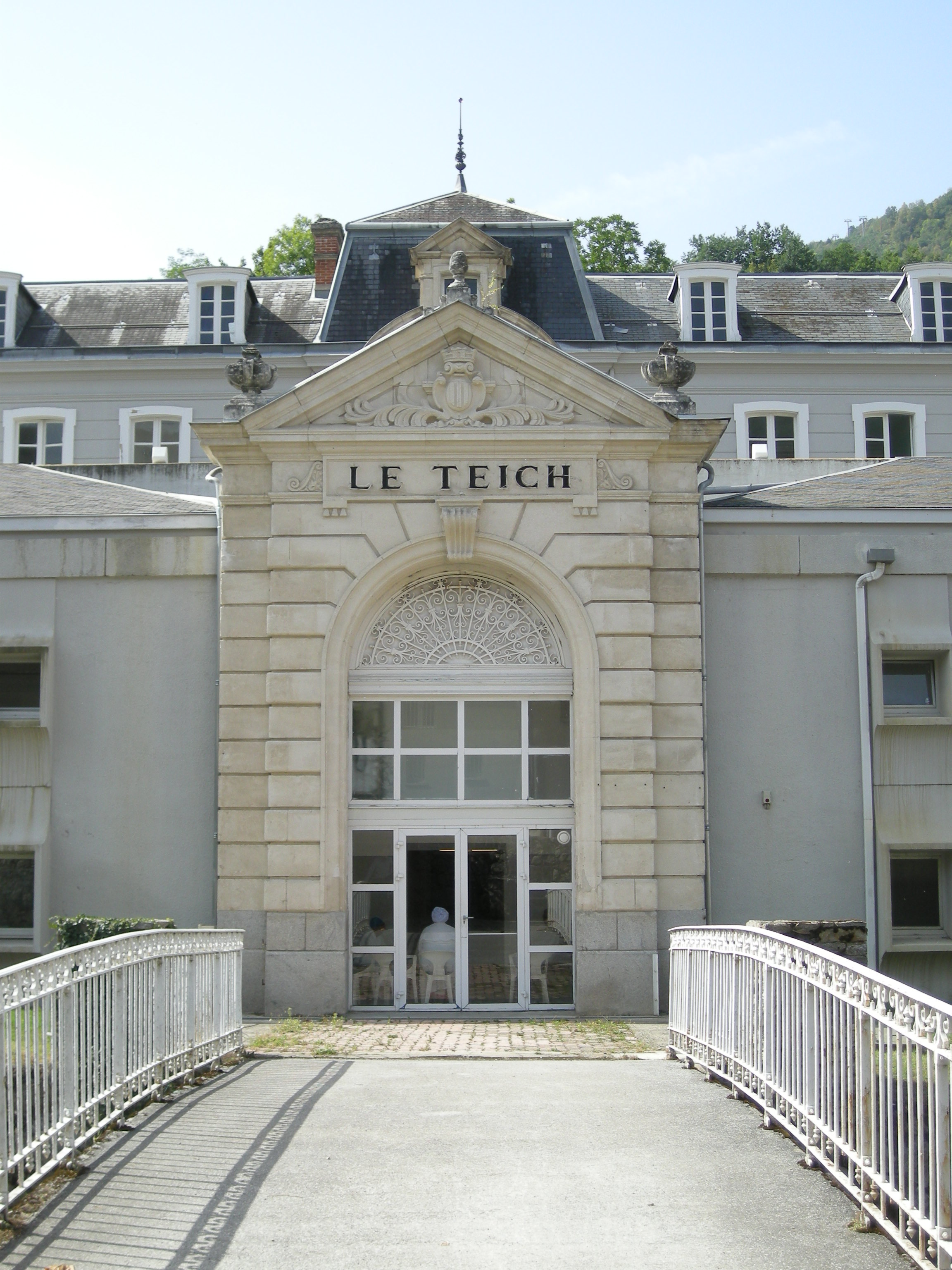
Entrée du Teich et sa passerelle sur l'Oriège (2008)